# Palzoquico
Palzoquico är en ort i Mexiko.   Den ligger i kommunen Huejutla de Reyes och delstaten Hidalgo, i den sydöstra delen av landet, 210 km norr om huvudstaden Mexico City. Palzoquico ligger 102 meter över havet och antalet invånare är 345.
Terrängen runt Palzoquico är kuperad åt sydost, men åt nordväst är den platt. Palzoquico ligger nere i en dal. Runt Palzoquico är det ganska tätbefolkat, med 248 invånare per kvadratkilometer. Närmaste större samhälle är Huejutla de Reyes, 10,5 km sydost om Palzoquico. Omgivningarna runt Palzoquico är en mosaik av jordbruksmark och naturlig växtlighet.